# Mendel (cratera marciana)
A cratera Mendel é uma cratera situada na região de Terra Cimmeria, no quadrângulo de Eridania em Marte. Ela se localiza a 59.1° S, 199.0° W, e recebeu este nome em honra a Gregor Mendel, o pai da genética.